# Cyrtodactylus jelawangensis
Cyrtodactylus jelawangensis es una especie de gecos de la familia Gekkonidae.

## Distribución geográfica yhábitat
Es endémica del norte de la Malasia Peninsular. Su rango altitudinal oscila entre 455 y 470 m s. n. m..